# Karina la Princesita
Karina Jésica Tejeda (Florida, Vicente López, provincia de Buenos Aires; 30 de enero de 1986) conocida artísticamente como Karina «la Princesita» o simplemente como Karina, es una cantante y compositora argentina.

## Biografía
Comenzó su carrera musical en 2004. Realizó su primer show a los ocho meses de empezar su carrera teatral en el Gran Rex con localidades agotadas, presentando su segundo material Mi sueño. Sus siguientes álbumes fueron, Cosas del amor, lanzado en 2006 el cual obtuvo su segundo premio Carlos Gardel, luego editó Regalo de Dios, en 2008, ganadora nuevamente de dicho premio.
Se presentó en el Teatro Colonial en 2009, donde realizó una doble función presentando allí su quinto álbum Sin vergüenza, obteniendo su cuarto premio Carlos Gardel y nuevamente disco de oro, que la consolidó y le permitió realizar una gira por todo el país.
A fines de 2010 saca su sexto CD "Con La Misma Moneda", ganando su 5.º premio Carlos Gardel. Presentó su disco en el Teatro Colonial en marzo del 2011. Y a fines de 2011 se presenta por primera vez en el estadio Luna Park con entradas agotadas.
En 2012 grabó su álbum Tiempo de cambio donde se destacan sus dos grandes éxitos "Fuera" y "No se toca". A finales de 2012 se presentó nuevamente en el Estadio Luna Park, donde canto junto a grandes artistas como Luciano Pereyra y otros de su mismo género como Trinidad y Pablo Lescano.
En enero de 2013 Karina cantó en el teatro Tronador de Mar del Plata, A Mediados de 2013 vuelve a presentarse en el Teatro Colonial agotando 3 funciones seguidas y gana su sexto premio Carlos Gardel.
En 2014, lanza su DVD + CD Yo sigo cantando, en vivo en el estadio Luna Park del año 2012.
El 6 de marzo de 2015, se presentó en el Estadio Luna Park, festejando sus "10 Años" con entradas agotadas, ese mismo año le entregan el premio Konex y se presentó en el Teatro Colon siendo parte del elenco de "Las elegidas" cantando a dúo con el músico y folclorista Jorge Rojas.
En 2017 luego de varios años sin sacar música nueva lanza su octavo disco de estudio titulado Mujeres, el cual presentó en varias provincias y en el Estadio Luna Park.
En 2018 fue una de las elegidas para volver a cantar en el Teatro Colón de Buenos Aires, donde tuvo la oportunidad de cantar con grandes divas españolas como Marta Sánchez o compartir escenario con Vanesa Martín o Pastora Soler. Y a mediados de dicho año gana su séptimo premio Carlos Gardel, por su álbum Mujeres.
También ha hecho 5 shows íntimos en La Trastienda y fue contratada por Flavio Mendoza para darle vida al personaje de Kamala en la obra titulada Siddharta, donde compartió protagonismo con Facundo Mazzei, y la obra tuvo tanto éxito que continuó en Villa Carlos Paz durante el verano de 2019.
En el mismo año continuó con la gira de Siddharta por diferentes provincias y aceptó ser participante en Bailando por un sueño por Canal 13 con la conducción de Marcelo Tinelli. También realizó 3 presentaciones más en La Trastienda, y viajó a España como embajadora en el Festival Únicos en Madrid interpretando "Desesperada" con Marta Sánchez y "Todo de mí" de su álbum Mujeres, en el mes de noviembre realizó dos shows en el Teatro Gran Rex festejando sus 15 años en la música.
En 2020 debuta como jurado en el certamen de canto Cantando por un sueño. En el mismo año también debuta como panelista al formar parte del programa Los ángeles de la mañana, conducido por Ángel de Brito. A fines de 2020 fue nuevamente contratada por Flavio Mendoza para protagonizar "Una Mágica Navidad".

## Discografía
La discografía de Karina consta de 8 álbumes de estudio, un álbum recopilatorio y un álbum en directo.
| Discografía | Discografía         | Discografía   | Discografía |
| Año         | Álbum               | Discográfica  |             |
| ----------- | ------------------- | ------------- | ----------- |
| 2004        | Miénteme            | Barca-Magenta |             |
| 2005        | Mi sueño            | Barca-Magenta |             |
| 2006        | Cosas del amor      | Barca-Magenta |             |
| 2008        | Regalo de Dios      | Magenta       |             |
| 2009        | Sin vergüenza       | Magenta       |             |
| 2009        | Grandes éxitos      | Magenta       |             |
| 2010        | Con la misma moneda | Magenta       |             |
| 2012        | Tiempo de cambio    | Barca         |             |
| 2014        | Yo sigo cantando    | Barca         |             |
| 2017        | Mujeres             | Barca         |             |
| 2018        | Buscando la Verdad  | Barca         |             |

| Discografía | Discografía                                        | Discografía     | Discografía |
| Año         | DVD                                                | Lugar           |             |
| ----------- | -------------------------------------------------- | --------------- | ----------- |
| 2005        | Karina en el Gran Rex                              | Teatro Gran Rex |             |
| 2011        | Karina en el Luna Park                             | Luna Park       |             |
| 2014        | Yo Sigo Cantando En Vivo en el Luna Park Nov. 2012 | Luna Park       |             |

## Videoclips
- 2025: Con otra (con Cazzu)

## Televisión
| Año         | Programa                          | Papel / Rol                | Notas                          | Canal      |
| ----------- | --------------------------------- | -------------------------- | ------------------------------ | ---------- |
| 2013        | Solamente vos                     | Ella misma                 | 2 capítulos                    | El Trece   |
| 2015, 2016  | Elegidos                          | Jurado invitada            |                                | Telefe     |
| 2016        | Educando a Nina                   | Ella misma                 | 1 capítulo                     | Telefe     |
| 2016        | Si solo si                        | Señorita Key               | Participación                  | TV Pública |
| 2019        | Showmatch: Súper Bailando         | Participante               | Semifinalista                  | El Trece   |
| 2020 - 2021 | Cantando 2020                     | Jurado                     |                                | El Trece   |
| 2021        | Showmatch: La academia            | Participante               | Abandona voluntariamente       | El Trece   |
| 2022        | Los protectores                   | Ella misma                 | Episodio: «Boda argenta»       | Star+      |
| 2022        | La Voz Argentina                  | Asesora del Equipo Soledad | Temporada 4                    | Telefe     |
| 2022        | ¿Quién es la máscara? (Uruguay)   | Participante               | Invitada en galas 11.ª y 14.ª  | Teledoce   |
| 2022        | ¿Quién es la máscara? (Argentina) | Investigadora              | Investigadora con más aciertos | Telefe     |

## Teatro
| Año         | Obra                         | Papel  | Notas        | Teatro                                                             |
| ----------- | ---------------------------- | ------ | ------------ | ------------------------------------------------------------------ |
| 2018        | Siddharta Buscando la Verdad | Kamala | Protagonista | Teatro Broadway (Buenos Aires)                                     |
| 2020 y 2022 | Una Mágica Navidad           |        |              | Casino de Buenos Aires (2020) y Parque Comercial Avellaneda (2022) |

## Premios

### Premios Carlos Gardel
| Año  | Categoría                                      | Trabajo                                                    | Resultado | Ref.   |
| ---- | ---------------------------------------------- | ---------------------------------------------------------- | --------- | ------ |
| 2006 | Mejor álbum artista femenina tropical          | Miénteme                                                   | Ganadora  | [ 8 ]  |
| 2007 | Mejor álbum artista femenina tropical          | Cosas del amor                                             | Ganadora  | [ 9 ]  |
| 2009 | Mejor álbum artista femenina tropical          | Regalo de Dios                                             | Ganadora  | [ 10 ] |
| 2010 | Mejor álbum artista femenino tropical/cuarteto | Sinvergüenza                                               | Ganadora  | [ 11 ] |
| 2011 | Mejor álbum artista femenino tropical/cuarteto | Con la misma moneda                                        | Ganadora  | [ 12 ] |
| 2013 | Mejor álbum artista femenina tropical          | Tiempo de cambio                                           | Ganadora  | [ 13 ] |
| 2018 | Mejor álbum artista femenina tropical          | Mujeres                                                    | Ganadora  | [ 14 ] |
| 2023 | Mejor canción tropical                         | «Inocente (En vivo en el Luna Park)» (con La Delio Valdez) | Ganadora  | [ 15 ] |

### Premios Konex
| Año  | Distinción        | Disciplina        | Resultado | Ref.   |
| ---- | ----------------- | ----------------- | --------- | ------ |
| 2015 | Diploma al mérito | Tropical/cuarteto | Ganadora  | [ 16 ] |

### Premios VOS
| Año  | Categoría      | Trabajo   | Resultado |
| ---- | -------------- | --------- | --------- |
| 2019 | Mejor Cantante | Siddharta | Ganadora  |

### Premios Magazine
| Año  | Categoría               | Resultado |
| ---- | ----------------------- | --------- |
| 2019 | Premio a la trayectoria | Ganadora  |
| 2019 | Los Más Clickeados      | Ganadora  |
| 2020 | Los Más Clickeados      | Ganadora  |

### Premios Martin Fierro
| Año  | Categoría          | Por           | Resultado |
| ---- | ------------------ | ------------- | --------- |
| 2022 | Mejor jurado de TV | Cantando 2020 | Nominada  |